# ATC code B02
ATC code B02 آنتی‌هموراژیک‌ها (داروهای ضد خون‌ریزی) زیرگروهی درمانی از سیستم طبقه‌بندی شیمیایی درمانی آناتومیک است. این سیستمِ متشکل از کدهای حرفی‌عددی را سازمان جهانی بهداشت برای طبقه‌بندی داروها و سایر تولیدات پزشکی ایجاد کرده است. زیرگروه B02 جزوی از گروه آناتومیک B خون و اُرگان‌های خون‌ساز است.

کدهای مورد استفاده در دامپزشکی (کدهای ATCvet) را می‌توان با گذاشتن حرف Q جلو کدهای انسانی ATC ایجاد کرد: مثلاً QB02. 
ممکن است نسخه‌های ملی از طبقه‌بندی ATC حاوی کدهای اضافه‌ای باشند که در این فهرست (نسخهٔ سازمان جهانی بهداشت) نیامده باشند.

## B02AAntifibrinolytics

### B02AAاسید آمینهs
B02AA01 Aminocaproic acid
B02AA02 ترانکزامیک اسید
B02AA03 Aminomethylbenzoic acid

### B02ABپروتئازinhibitors
B02AB01 آپروتینین
B02AB02 آلفا یک آنتی‌تریپسین
B02AB04 Camostat

## B02Bویتامین کاand other hemostatics

### B02BA Vitamin K
B02BA01 فیلوکینون
B02BA02 منادیون

### B02BBفیبرینوژن
B02BB01 Human فیبرینوژن

### B02BC Local hemostatics
B02BC01 Absorbable gelatin sponge
B02BC02 Oxidized cellulose
B02BC03 Tetragalacturonic acid hydroxymethylester
B02BC05 Adrenalone
B02BC06 ترومبین
B02BC07 کلاژن
B02BC08 آلژینات کلسیم
B02BC09 اپی‌نفرین
B02BC30 Combinations

### B02BD Blood coagulation factors
B02BD01 فاکتور نه, ترومبین, فاکتور هفت and فاکتور ده in combination (پروترومبین کامپلکس کانسنترت)
B02BD02 فاکتور هشت
B02BD03 Factor VIII inhibitor bypassing activity
B02BD04 فاکتور نه
B02BD05 فاکتور هفت
B02BD06 عامل فون ویلبراند and coagulation factor VIII in combination
B02BD07 فاکتور سیزده
B02BD08 عامل VIIa نوترکیب (activated)
B02BD10 عامل فون ویلبراند
B02BD11 Catridecacog
B02BD13 فاکتور ده
B02BD14 Susoctocog alfa
B02BD30 ترومبین

### B02BX Other systemic hemostatics
B02BX01 Etamsylate
B02BX02 کاربازوکروم
B02BX03 Batroxobin
B02BX04 رومیپلوستیم
B02BX05 الترومبوپگ